# Ruch Odnowy w Duchu Świętym

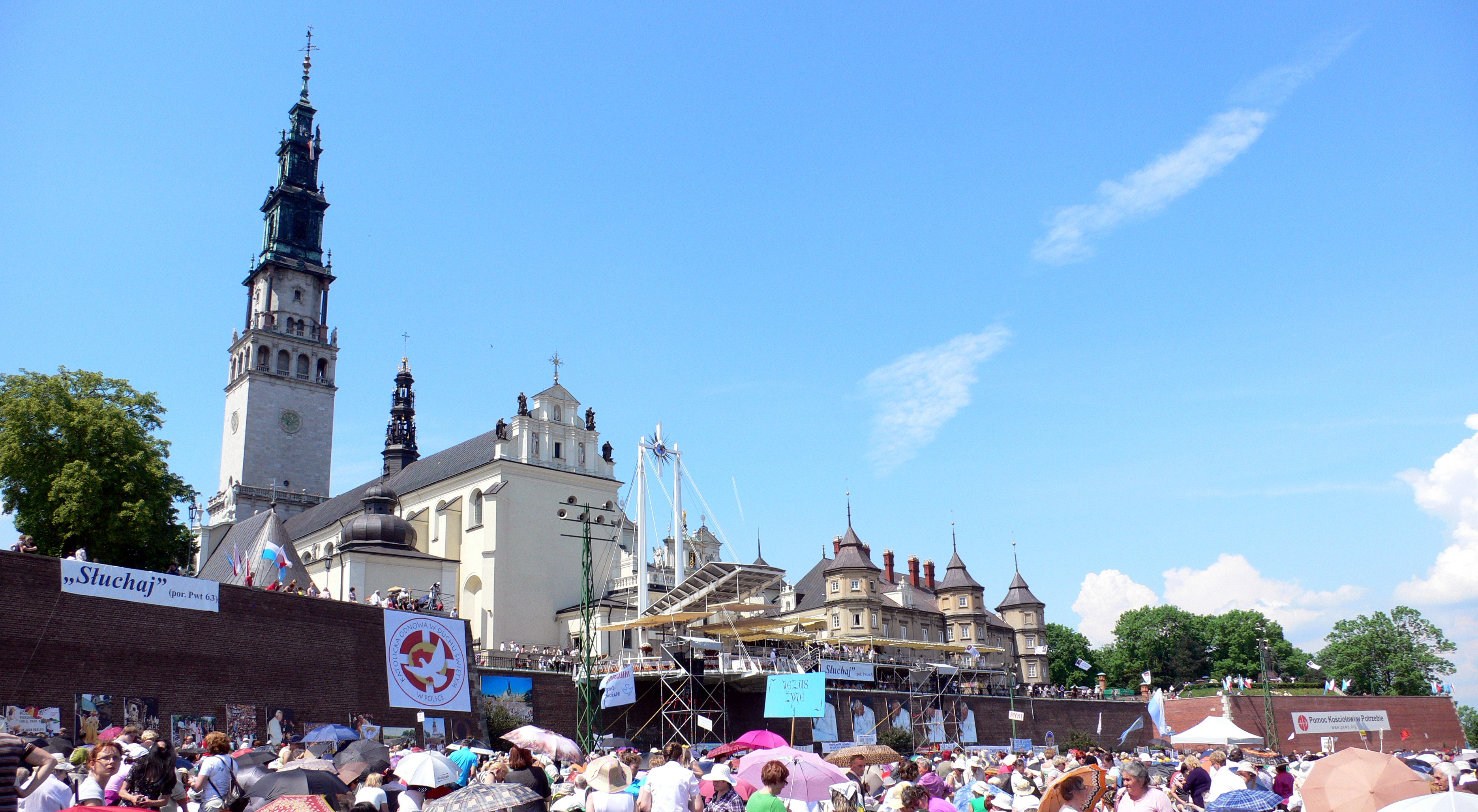
XVII Ogólnopolskie Czuwanie Odnowy w Duchu Świętym, Częstochowa 2011

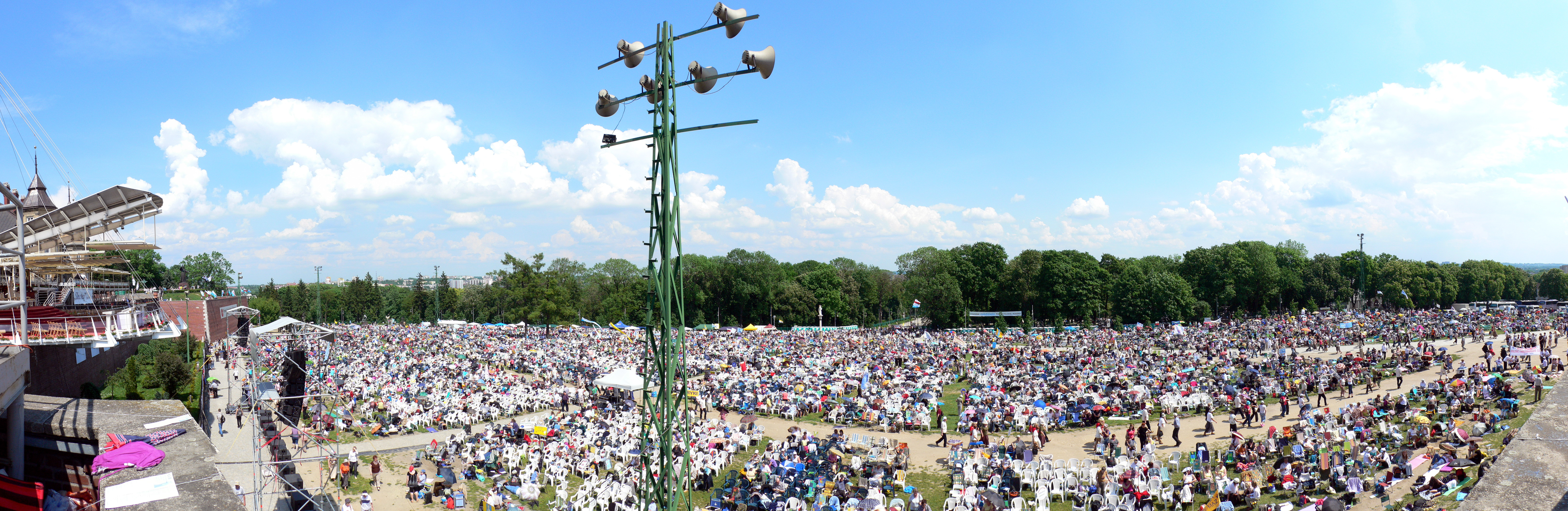
XVII Ogólnopolskie Czuwanie Odnowy w Duchu Świętym, Częstochowa 2011

Ruch Odnowy w Duchu Świętym (Katolicka Odnowa Charyzmatyczna) – nurt w Kościele katolickim, który łączy katolicyzm z praktykami ruchu charyzmatycznego; szczególnie widoczne są wpływy zielonoświątkowe. Stawia nacisk na osobistą relację z Jezusem Chrystusem i wyrażanie darów Ducha Świętego. 

## Historia
„Wylanie Ducha” zapowiadane było już w Starym Testamencie, w Księdze Joela (Jl 3,1-2). W Nowym Testamencie Jan Chrzciciel mówi o chrzcie Duchem Świętym i ogniem (Mt 3,11), a sam Jezus o chrzcie Duchem Świętym (Dz 1,5). Zesłanie Ducha Świętego po śmierci Chrystusa, opisane w Dziejach Apostolskich, podczas którego apostołowie żarliwie modlą się razem z Matką Bożą, mówią różnymi językami i głoszą Ewangelię, uważa się za moment powstania Kościoła.
Ponowne zwrócenie się Kościoła w stronę Ducha Św. miało miejsce pod koniec XIX wieku za sprawą wizji bł. Heleny Guerry, założycielki Zakonu Sióstr Oblatek Ducha Świętego. M.in. za jej namowami papież Leon XIII 1 stycznia 1901 r. wzywał publicznie Ducha Świętego, śpiewając hymn Veni Creator Spiritus. U progu nowego wieku powierzył świat Duchowi Świętemu, napisał encyklikę Divinum illud munus, a w 1902 roku – na wyraźne nalegania s. Guerry – list do biskupów całego świata zachęcający do odnowy wiary i oddania się Duchowi Świętemu.
Za początek Katolickiej Odnowy w Duchu Św. uważa się wydarzenia z 18 lutego 1967. Wówczas to studenci i pracownicy naukowi Uniwersytetu Duquesne koło Pittsburgha w stanie Pensylwania, w czasie rozważania Pisma Świętego i wspólnej modlitwy przy udziale przedstawicieli braci odłączonych, przeżyli chrzest w Duchu Świętym.
Wielkie znaczenie miał również zwołany przez papieża Jana XXIII Sobór watykański II. Jednym z czterech jego moderatorów był belgijski kardynał Léon-Joseph Suenens. Przekonywał on o konieczności używania charyzmatów – właściwych pierwszym chrześcijanom – w życiu współczesnego Kościoła. Jego racje przyczyniły się do ujęcia nauczania o charyzmatach w punkcie 12 Konstytucji Dogmatycznej o Kościele „Lumen gentium”, gdzie stwierdza się m.in., że dary Ducha Świętego stanowią zwyczajny element życia duchowego Kościoła i są przyznawane każdemu ochrzczonemu jako wezwanie do świętości.
W 1975 roku odbył się pierwszy Kongres Odnowy w Duchu Świętym, podczas którego Paweł VI stwierdził, że jest ona nadzieją dla Kościoła. Po roku Radę Katolickiej Odnowy Charyzmatycznej pod patronatem kardynała Suenensa – mianowanego przez papieża doradcą Odnowy – przeniesiono ze Stanów Zjednoczonych do Brukseli, a po dwóch latach do Rzymu. Ruch Odnowy wspierali kolejni papieże: Jan Paweł II oraz Benedykt XVI i Franciszek I.
W Polsce rozwój Ruchu zaczął się w 1975. Wówczas to ks. Marian Piątkowski, który zetknął się z charyzmatykami w Rzymie, po powrocie dzielił się swoimi doświadczeniami, a rok później założył pierwszą polską grupę Odnowy w Poznaniu w parafii pw. Jana Kantego. Jednocześnie ks. Franciszek Blachnicki – założyciel Ruchu Światło-Życie – ogłosił rok 1975 rokiem Ducha Świętego i zaraz potem w lipcu, grupa oazowiczów przeżyła w Murzasichlu pierwsze wylanie Ducha Świętego. W następnym roku, podczas letnich rekolekcji oazowych, powtórzyło się ono kilkukrotnie w różnych miejscowościach. W 1977 w Warszawie ks. Bronisław Dembowski, który przeżył chrzest w Duchu Świętym w USA, zainicjował spotkania modlitewne w kościele Św. Marcina. Zaraz potem powstała się pierwsza warszawska grupa Odnowy o nazwie Maranatha (1976). Równocześnie powstawały grupy w Łodzi, Białymstoku, Krakowie i Wrocławiu. Z inicjatywy ks. Adama Schulza SJ w lutym 1977 doszło do spotkania trzydziestu krajowych liderów w Izabelinie (oprócz już wymienionych jest wśród nich ks. Andrzej Grefkowicz). Wskutek tego Odnowa oddzieliła się od Ruchu Światło-Życie i rozwijała się dwutorowo. 
W 1979 odbył się Krajowy Zjazd Koordynatorów z przedstawicielami obu nurtów. W 1983 roku rozpoczęły się czuwania i kongresy na Jasnej Górze. Podczas I Kongresu (około 200 księży, 700 animatorów świeckich) miał miejsce akt oddania Odnowy Matce Boskiej. Od 1994 roku ukazuje się pismo „Zeszyty Odnowy w Duchu Świętym”. W 1996 roku na czuwanie do Częstochowy przyjechało ok. 200 tysięcy sympatyków ruchu.
Od strony formalnej Ruch posiadał swój zespół informacyjno-organizacyjno-koordynujący od 1981 r., funkcjonujący w Rzymie pod nazwą Międzynarodowe Biuro Katolickiej Odnowy Charyzmatycznej (ICCRO). W 1993 przekształcone zostało w Międzynarodowe Służby Katolickiej Odnowy Charyzmatycznej (ICCRS). W tym samym roku, dokładnie 15 września, został zatwierdzony statut Odnowy przez Papieską Radę ds. Świeckich. W 2019 rolę koordynującą przejęła od ICCRS struktura pod nazwą CHARIS.
Obecnie Odnowa w Duchu Świętym podlega Dykasterii ds. Świeckich, Rodziny i Życia. W Polsce oficjalnym delegatem Konferencji Episkopatu Polski ds. Ruchu Odnowy w Duchu Świętym jest bp Andrzej Przybylski; wcześniej funkcję tę pełnił abp Józef Górzyński.
W 2017 Kościół katolicki na całym świecie świętował 50-lecie łaski Odnowienia w Duchu Św., m.in. w Rzymie, gdzie odbyły się centralne uroczystości. Obecny był m.in. papież Franciszek.

## Krytyka
Ruch spotyka się z krytyką wśród niektórych środowisk kościelnych. Zarzuca mu się „protestantyzowanie” Kościoła, iluminizm niektórych członków czy też marginalizowanie roli Maryi. 
Działalność taka prowadzi także do częstych rozłamów w KRK.